# 자유당 (미국)

자유당 또는 자유지상당(영어: Libertarian Party)은 작은 정부론과 재정보수주의를 표방하는 미국의 정당이다. 2020년 현재 30만명 이상의 당원을 보유하고 있으며 당원 수 기준으로 미국에서 세 번째로 큰 정당이다. 2016년 미국 대통령 선거에서 게리 존슨을 후보로 선출했으며 3위를 거두었다. 2020년 4월에는 저스틴 어마시가 입당해 연방하원 1석을 보유하였으며, 그의 불출마로 연방의회에서 의석을 잃었으나 주 하원에서 선거로 의석을 획득하였다.

## 역사
미국 자유당은 1971년 12월 11일에 콜로라도주 웨스트민스터의 데이비드 놀란(David Nolan)의 집에서 창립되었다. 첫 번째 자유지상주의자 전당 대회는 1972년 6월에 개최되었다.

## 역대 선거 결과

### 2012년 미국 대통령 선거
| 대통령 후보 | 정당         | 근거지     | 전체유권자  | 전체유권자 | 선거인단 | 부통령               | 부통령       | 부통령   |     |
| 대통령 후보 | 정당         | 근거지     | 득표수      | 지지율     | 선거인단 | 후보                 | 근거지       | 선거인단 |     |
| ----------- | ------------ | ---------- | ----------- | ---------- | -------- | -------------------- | ------------ | -------- | --- |
| 버락 오바마 | 민주당       | 일리노이   | 65,907,213  | 51.07%     | 332      | 조 바이든            | 델라웨어     | 332      |     |
| 밋 롬니     | 공화당       | 매사추세츠 | 60,931,767  | 47.21%     | 206      | 폴 라이언            | 위스콘신     | 206      |     |
| 게리 존슨   | 자유당       | 뉴멕시코   | 1,275,804   | 0.99%      | 0        | 제임스 P. 그레이     | 캘리포니아   | 0        |     |
| 질 스타인   | 녹색당       | 매사추세츠 | 469,501     | 0.36%      | 0        | 체리 혼칼라          | 펜실베이니아 | 0        |     |
| 버질 구드   | 헌법당       | 버지니아   | 122,001     | 0.09%      | 0        | 짐 클라이머          | 펜실베이니아 | 0        |     |
| 로잔느 바   | 평화와자유당 | 하와이     | 67,278      | 0.05%      | 0        | 신디 시핸            | 캘리포니아   | 0        |     |
| 록키 앤더슨 | 정의당       | 유타       | 43,011      | 0.03%      | 0        | 루이스 J. 로드리게스 | 캘리포니아   | 0        |     |
| 톰 호플링   | 아메리카당   | 아이오와   | 40,586      | 0.03%      | 0        | 조나단 D. 엘리스     | 테네시       | 0        |     |
| 기타        | 기타         | 기타       | 217,669     | 0.17%      | –        | 기타                 | 기타         | –        |     |
| 합계        | 합계         | 합계       | 129,064,662 | 100.00 %   | 538      |                      |              | 538      | 538 |
| 당선 조건   | 당선 조건    | 당선 조건  | 당선 조건   | 당선 조건  | 270      |                      |              | 270      |     |

## 같이 보기
- 미국의 정당
- 우파 자유지상주의